# Cap de Carteret
Pour les articles homonymes, voir Carteret.
Ne doit pas être confondu avec Cape Carteret.
Le cap de Carteret est un promontoire rocheux d'origine cambrienne sur la Côte des Isles, sur la commune de Barneville-Carteret, sur la côte occidentale du Cotentin dans le département français de la Manche.
Situé face aux îles Anglo-Normandes, il a toujours constitué un lieu naturel d'observation, permettant par beau temps une vue sur les îles de Sercq et de  Jersey (le cap est le point continental le plus proche de l'île de Jersey, distante de 22 km) et sur la côte sud du Cotentin jusqu'au cap du Sénéquet, à 40 km au sud. Il marque une limite entre la côte des havres au sud et une côte plus rocheuse au nord avec des dunes haut perchées, dont non loin, les dunes d'Hattainville protégées par le Conservatoire du littoral.
Le cap est classé comme espace naturel sensible de la Manche, propriété du conseil général et géré depuis 2003 par le Syndicat mixte des espaces littoraux de la Manche (Symel).

## Localisation et géologie
Constituant la partie ouest de la commune, ses limites ne sont pas déterminées mais l'usage et la cartographie délimitent ce relief de 1 500 mètres sur 800 mètres orienté est-nord-est ouest-sud-ouest. À l'ouest le promontoire maritime appelé également nez, surmonté du phare homonyme, culmine à 64 mètres, la falaise se prolonge à l'est, sous le nom de corniche elle surplombe la plage de la Potinière et l'entrée du port. La corniche culmine à 71 mètres au lieu-dit la Roche-Biard. Le cap protège naturellement le port des vents dominants d'ouest et borde le passage maritime de la déroute. Il constitue l'extrémité nord de la Côte des Isles, face aux îles Anglo-Normandes.
Le cap de Carteret est constitué de grès et schistes du Cambrien inférieur, alors que le reste de l'agglomération de Carteret est construit sur des schistes et calcaires du Dévonien.

## Classement

Logo de Natura 2000.

Logo site naturel.

Trois sites le composant sont classés comme site naturel : la vieille église de Carteret depuis 1942 (no 50019), les falaises de Carteret depuis 1942 (no 50021), la Roche-Biard depuis 1942 (no 50020) et le massif dunaire de Beaubigny en contrebas depuis 1974 (no 50022) et l'ensemble du littoral de Saint-Germain-sur-Ay au Rozel dans le réseau européen Natura 2000,.
Sous la gestion du Syndicat mixte des espaces littoraux de la Manche (Symel) les murets de pierre sèche à l'ancienne sont reconstitués pour la protection des abords. Un plan de circulation est défini avec la création et la restauration de sentiers pour canaliser les 80 000 visiteurs annuels, et la sauvegarde de la faune sur les falaises : oiseaux ainsi qu'un bouc et une chèvre sauvages.

## Histoire

L'évolution du littoral du Cotentin.

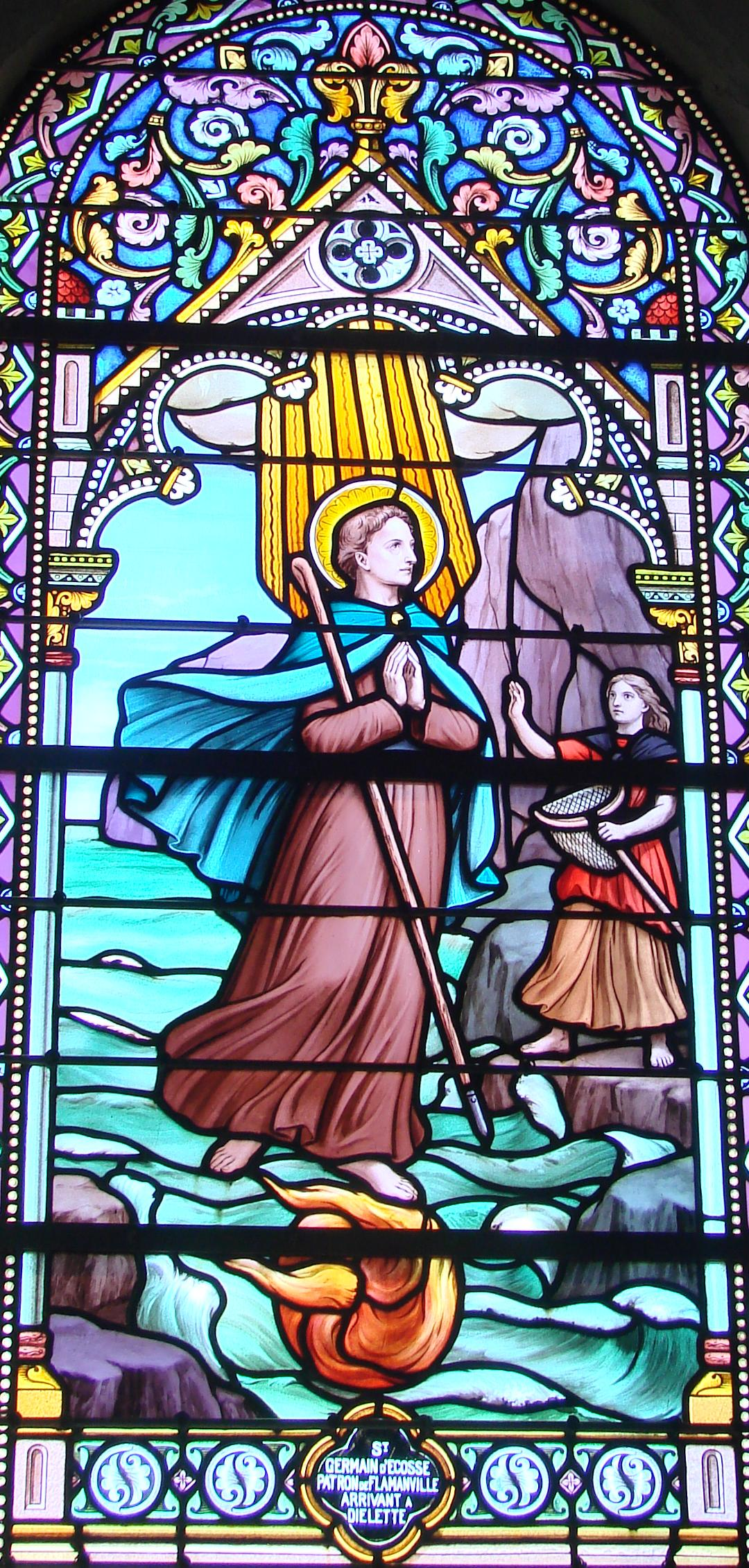
Saint Germain arrivant à Diélette, sur un vitrail de l'église Saint-Germain de Flamanville.

Le rivage s'est beaucoup modifié depuis le début de l'époque préhistorique quand un isthme relie Jersey au continent: Il y a 7 400 ans, la remontée des eaux s'est stabilisée et peut être estimé à −7,1 m (±1,2 m) avec un profil de côte proche de celui que nous connaissons. L'occupation humaine attire l'attention d'archéologues et d'historiens dès la fin du XIXe siècle.

### Éperon barré
La topographie du site évoque un éperon barré, confirmé par les fouilles archéologiques de 2006 et 2007. Un talus connu depuis le XIXe siècle barre sur son isthme oriental le promontoire protégé par des falaises sur ses autres faces. Des fossés, des remparts et des palissades sont retrouvés. Les marques d'un habitat qui couvre le Mésolithique, le Néolithique moyen, le Bronze ancien et final et la fin de l’âge du Fer sont retrouvées, confirmant la concentration des habitats préhistoriques sur le littoral,.

### Saint Germain à la Rouelle
Au ve siècle la région qui deviendra la Normandie constitue le royaume de Soissons sous l'autorité d'Ægidius puis de Syagrius, résultat du démantèlement de l'Empire romain d'Occident avant de devenir la Neustrie après la victoire de Clovis à la bataille de Soissons (486). La population est constituée en partie de Lètes bataves, Suèves puis Saxons. Dans cette région rurale, sans aristocratie connue ni pouvoir central organisé, les récits hagiographiques et légendaires attribuent à saint Germain le Scot, venant d'Irlande, l'évangélisation de la côte ouest du Cotentin puis du Bessin. Il n'y a pas de trace archéologique de cette évangélisation mais le souvenir local de saint Germain est inscrit dans la légende et la toponymie. Deux églises à Carteret sont sous son patronage, une médiévale sur le cap et une autre consacrée en 1912.

#### Légende associée
La légende locale raconte que saint Germain le Scot, après son débarquement à Diélette, est appelé pour vaincre un dragon qui terrorise les habitants, des traces d'oxyde de fer sur les parois du trou du serpent ou grotte du dragon, anfractuosité de la falaise du cap accessible à marée basse, sont interprétées comme le sang du dragon, elles sont encore visibles.
Devenu prêtre, Germain souhaite rejoindre son parrain en Gaule, et traverse la Manche. Il se rend dans le port le plus proche, mais il ne trouve aucune barque, ni aucun pêcheur. La légende veut qu'il a prié Dieu de lui fournir une embarcation, et qu'une roue de char lui soit apparue. Il s’adresse au ciel :
« Seigneur, supplie Germain, si vous approuvez les desseins que j’ai formés pour votre gloire et le salut des âmes, procurez-moi le moyen de franchir les océans. ». « Conduis-moi comme tu as conduit les fils d’Israël du milieu de la Mer Rouge ».
Une roue d’un char descendit du ciel et c’est ainsi qu’il se rendit en Gaule. La rouelle serait plus probablement une barque circulaire irlandaise, que la tradition représente comme une roue de charrue. Cette embarcation traditionnelle se nomme coracle ou currachs en irlandais. Elle est formée d'une ou deux peaux de bœufs tendues sur une armature en osier. Dans les représentations typographiques, Germain est représenté debout sur sa roue soit en position verticale, soit en position horizontale.
Il débarque à Diélette (située à quelques kilomètres au nord de Carteret). Lorsqu’il aborde la côte, une réunion de justice se tenait sur la plage. Son arrivée captive la foule qui se dirige vers le saint. Le juge en colère traite le saint de magicien et blasphème sur le dieu chrétien. Le juge se trouve alors frappé par la colère divine.
La tradition normande du XIXe siècle avance que tout le pays était dans la désolation. Des gigantesques serpents, véritables monstres, s’étaient établis dans les cavernes des caps de Flamanville, Saint-Germain-sur-Ay, Carteret et Querqueville. Toutes les semaines les bêtes parcouraient les villages et brisaient les clôtures à la recherche d’enfants qu’elles dévoraient dans son antre. Pour calmer les monstres, les habitants avaient pris la décision de leur donner en offrande un enfant. À Flamanville, alors que la foule amenait comme à l’accoutumée un enfant au serpent, un étrange objet sur la mer attira son attention :
« la foule voyait  un homme se tenir debout, une crosse d’évêque, une mitre en tête et une grande chape. Il ne marchait pas. Il semblait glisser. À mesure qu’il avançait on s’aperçut qu’il était porté par une grande roue de charrue. » C’était Saint-Germain la Rouelle.
Le saint se dirige vers l’antre du serpent. Celui-ci se recroqueville et tente de retourner dans le trou Baligan. Mais saint Germain l’en empêche, et lui assène un coup de crosse à la tête. La bête se contorsionne puis se fige et s’incruste contre un bloc de granit. Le saint se retourne ensuite vers la foule médusée qui accepte le baptême. Saint Germain reste un peu plus de trois mois dans le Cotentin.
Les Cotentinois réclament la protection du saint et lui demandent de venir à bout des autres serpents qui terrorisent les villages, dont celui du cap de Carteret. Il suscite l’émulation de la population qui pour marquer son passage y érige des églises en son nom. Sur le cap de Carteret, on construit celle-ci entre l'éperon barré (la pointe extrême du site) et les dunes d'Hatainville au nord. Il n'en reste aujourd'hui que des vestiges. Elle surplombe une plage qui porte son nom. Aucune trace d'habitation autour de ce site n'est retrouvé et les terrains marneux au pied du cap à l'ouest de l'église subissent l'érosion maritime et nécessite son abandon à la fin du XVIIe siècle.

### Seconde Guerre mondiale
Le cap est fortifié et devient un élément constituant du mur de l'Atlantique. Des batteries protégées par des blockhaus sont réparties le long de la falaise pour couvrir l'entrée du port et le passage de la déroute avec une batterie anti-aérienne et une station radar sur le site du phare.
Depuis les années 1950, le cap brouté par des troupeaux de chèvres dont l'habitat était clairsemé se couvre d'un maillage dense de résidences secondaires sauf dans la zone protégée occidentale.

## Patrimoine

### La vieille église
Ce patrimoine emblématique et iconique de Carteret est une ancienne église paroissiale ruinée, attaquée par l'érosion de la côte et dédiée à saint Germain. Elle est abandonnée entre 1684 et 1686 au profit de la chapelle castrale Saint-Louis cédée par la dame de Carteret, Marie-Françoise de la Luthumière, augmentée d'une nef construite en réutilisant partiellement des pierres de l'ancienne église (ancien quartier de la gare). Cette église d'origine romane avec certains murs en Opus spicatum est mentionnée dans une charte de 1125 qui en fait donation à l'abbaye du Mont-Saint-Michel. Agrandie au XVe siècle avec le chœur et son ancienne rosace et la chapelle sud dite Saint-Jean-Baptiste  sa nef n'existe plus qu'à titre de vestige. Les tombes retrouvées autour ne remontent pas au-delà de l'âge roman mais certaines pierres en réemploi évoquent des sarcophages mérovingiens. Aucune trace d'habitation n'est retrouvée sur le site posant la question de la localisation de cette église paroissiale littorale, des archéologues évoquent dans la Hague le rôle d'amer d'un certain nombre d'églises littorales romanes,. Elle fait l'objet de fouilles archéologiques entre 1968 et 1971, d'une consolidation et d'une protection,.

#### La fontaine
La fontaine Saint-Germain à la réputation miraculeuse fait couler une eau qui ne tarit jamais, elle est située 110 mètres en contrebas au nord de l'église au début des dunes.

### Les batteries côtières
À l'extrémité ouest du nez de Carteret en contrebas du phare une batterie côtière, la batterie du Nez-de-Carteret ou la grande batterie, est construite en 1745 pendant la guerre de Succession d'Autriche. Elle est à 1,1 km à l'ouest de la batterie de Dennemont (ou d'Ennemont) construite en 1760 pendant la guerre de Sept Ans au pied de la corniche à l'entrée du port, il reste un mur d'escarpe. Ces forts entre ceux de Siouville et de Portbail constituent une ligne de défense côtière au XVIIIe siècle abandonnée à la fin du XIXe siècle.
Le fort du cap, remilitarisé par l'armée allemande durant l'Occupation, est encore constitué d'un magasin à poudre, d'un logis de garnison avec cheminée, d'une plateforme d'artillerie avec guérite, il est inscrit au titre des monuments historiques par arrêté du 24 novembre 1995. Son accès se fait par une variante du chemin des douaniers. Ce sentier assure depuis la fin du XVIIIe siècle la surveillance du trafic avec les îles Anglo-Normandes. Deux circuits de randonnée en renforcent la fréquentation touristique, le GR 223, tour du Cotentin de 223 km, et le circuit du cap de 9,8 km.

### Le phare
Sur le cadastre de 1815 une vigie est signalée au sommet du promontoire. Sur le site du phare sont regroupées trois constructions : le phare construit en 1837 et reconstruit en 1946, le sémaphore construit en 1859, détruit en 1944 et reconstruit en 1985 et une grande antenne de télécommunication construite sur les ruines de l'ancienne vigie, pylône autostable culminant à 82,9 m depuis 1998.
Le phare de Carteret est également une destination prisée pour la randonnée, notamment en suivant le sentier de grande randonnée 223.

#### Phare
Construit en 1837 et inauguré en 1839 il comporte initialement la construction carrée et la tour en pierre de taille portant la lanterne à 80 mètres de hauteur. Dans les années 1870 deux ailes sont adjointes pour le logement des familles des gardiens antérieurement hébergés dans les murs de l'ancienne vigie. Initialement éclairé au pétrole il est électrifié en 1937. Très endommagé par le bombardement du sémaphore le 28 avril 1944, il est remis en fonctionnement le 25 février 1946. Automatisé en 1976, le dernier gardien quitte le phare en 2012. il est ouvert aux visites depuis 2016.
Éclairée par une lampe à halogène de 650 W, la lanterne qui tourne sur une cuve au mercure de 1944 génère avec ses lentilles de Fresnel six faisceaux avec renvoi aérien donnant une séquence d'éclats blancs 1 éclat 2 secondes d'obscurité, 1 éclat 5 secondes d'obscurité, 1 éclat 5 secondes d'obscurité soit 3 éclats 15 secondes, en norme internationale Fl(2+1) W.15s. Il est inscrit à l'Inventaire général du patrimoine culturel.

#### Le sémaphore
Construit en 1859 il prend le relai de la batterie côtière du cap pour les signaux maritimes. Il est constitué d'une construction rectangulaire reliée à l'ouest à une vigie hexagonale munie d'un mât de signaux. Abritant un radar et une station d'écoute allemands il est détruit le 28 avril 1944 par l'aviation alliée et reste en ruine quarante ans. Un sémaphore moderne est inauguré le 17 décembre 1985, il est classé en première catégorie en 2003 (de ce fait il assure une veille 24h/24 par équipe de trois militaires de la Marine nationale) il est intégré dans le FOSIT de Cherbourg (Formation Opérationnelle de Surveillance et d’Information Territoriale) qui réunit les treize sémaphores et la vigie de la Préfecture maritime de la Manche et la mer du Nord,. Il assure la surveillance du passage de la Déroute et travaille en collaboration avec le Centre régional opérationnel de surveillance et de sauvetage (CROSS) Jobourg. Ses missions principales sont la surveillance des approches maritimes et des frontières, le suivi météorologique, la sauvegarde de la vie humaine en mer en liaison avec le CROSS et la Société nationale de sauvetage en mer (SNSM) et la veille du milieu maritime : pollution accidentelle ou volontaire, observation des mammifères marins avec partage des informations avec le Groupe d’études des cétacés du Cotentin (Gecc).

## Faune et flore

### Flore

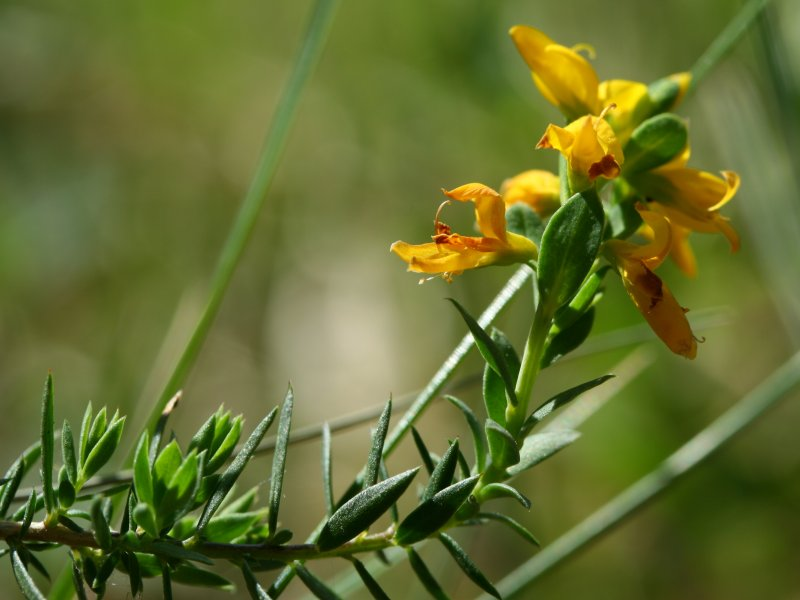
Genista anglica

Principalement constitué de landes (et de bocage à l'intérieur des terres), formées de fougères, bruyères, genêts d'Angleterre, ajoncs (de Le Gall et d'Europe), le cap se distingue de ses abords qui sont plutôt urbanisés au sud (port de Carteret) et sableux au nord (dunes d'Hatainville).
Dans les haies on trouve :
- aubépines ;
- chênes ;
- frênes ;
- sycomores ;
- sureaux.

Il y existe aussi une petite concentration d'ormes, malheureusement très atteints par la graphiose.
Les vires rocheuses sont recouvertes par de petites siliceuses très riches au niveau de la flore : jonc capiteux, romulée à petites fleurs, scléranthe annuel, orpin anglais... Dans les endroits au sol plus épais, les graminées dominent avec le dactyle, le chiendent ou encore la grande brize parmi lesquelles on observera en touffes éparses la Silène maritime. En nous rapprochant des dunes, on découvre alors les différents cortèges des hauts de plage aux pelouses dunaires, jusqu'à l'arrière-dune boisée.
Enfin, dans les jardins des résidences privées construites sur le cap, on rencontre des hortensias, des camélias et quelques palmiers.

### Faune

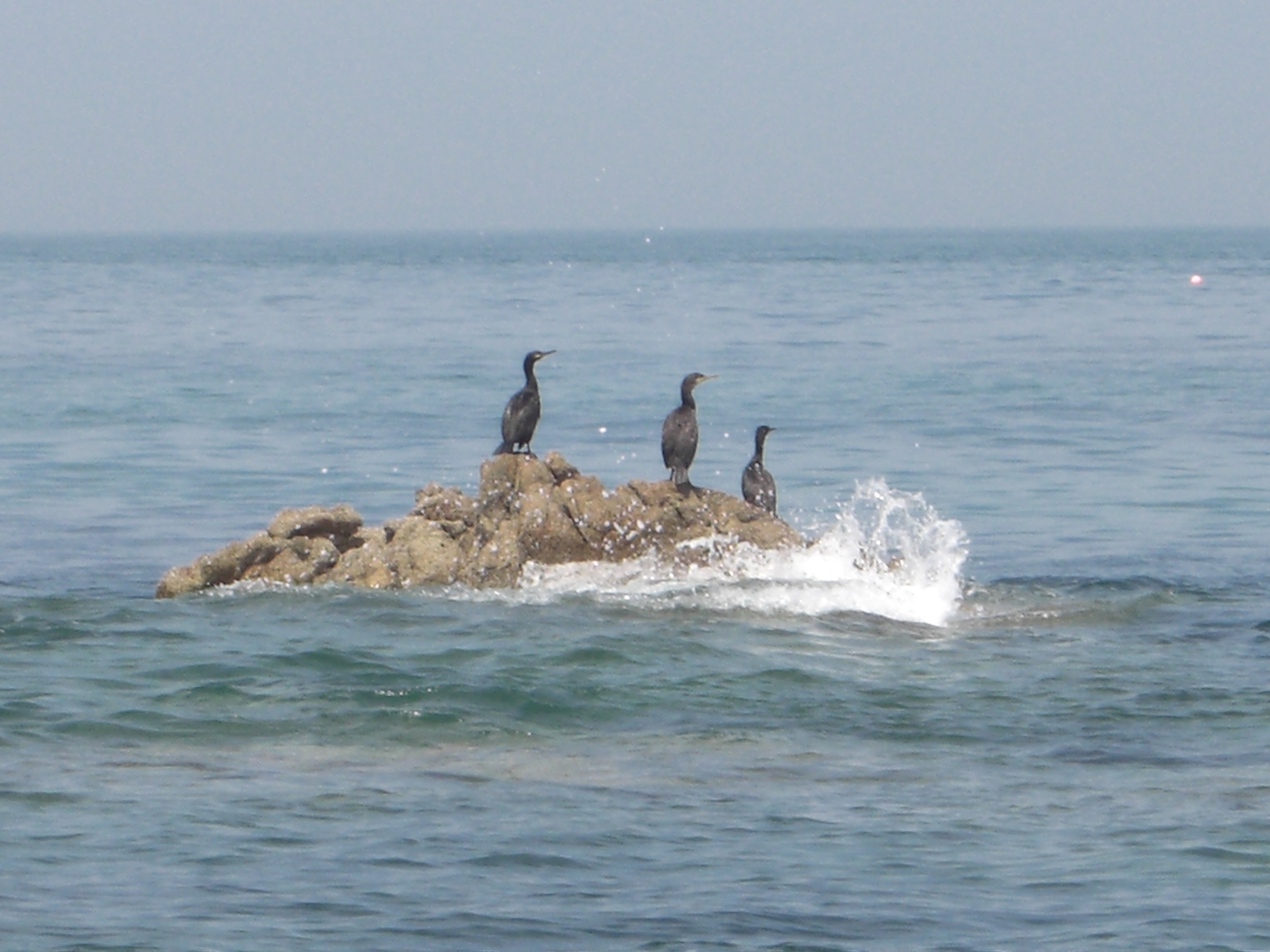
Cormorans huppés.

C'est un des rares lieux de reproduction du grand corbeau (Corvus corax) de Normandie avec des parades nuptiales spectaculaires au-dessus du cap en février/mars.
Le cap est aussi fréquenté par de nombreuses espèces régulièrement observables en mer :
- les goélands argentés et marins ;
- les fous de Bassan ;
- le fulmar boréal ;
- le cormoran huppé ;

et nicheurs sur le site :
- la fauvette pitchou, grisette et à tête noire ;
- le pipit maritime ;
- le merle noir ;
- le troglodyte mignon ;
- l'accenteur mouchet ;
- le pigeon ramier ;
- l'alouette des champs ;
- le rouge-queue noir.

Outre les oiseaux, on trouve également les reptiles suivants fréquentant le cap de Carteret : la vipère péliade, la couleuvre à collier et la coronelle lisse.
En mer, au large du cap, on rencontre aussi :
- le phoque gris en importante quantité, ainsi que le veau marin qui parcourent parfois les rochers du cap ;
- quelques espèces de requins comme le Requin bleu, le Requin-taupe commun ainsi que la petite roussette ;
- grands dauphins[31], marsouins et dauphins communs sont présents au large[30],[32].

Afin de conserver la biodiversité des falaises du cap de Carteret, le SyMEL, gestionnaire du site protégé, a remis sur la falaise un petit troupeau de chèvres locales, la chèvre des fossés, pour l'entretien de la végétation. Parquées sur la falaise entre les murets, elles y pâturent à différentes périodes de l'année (SyMEL, com.pers.).

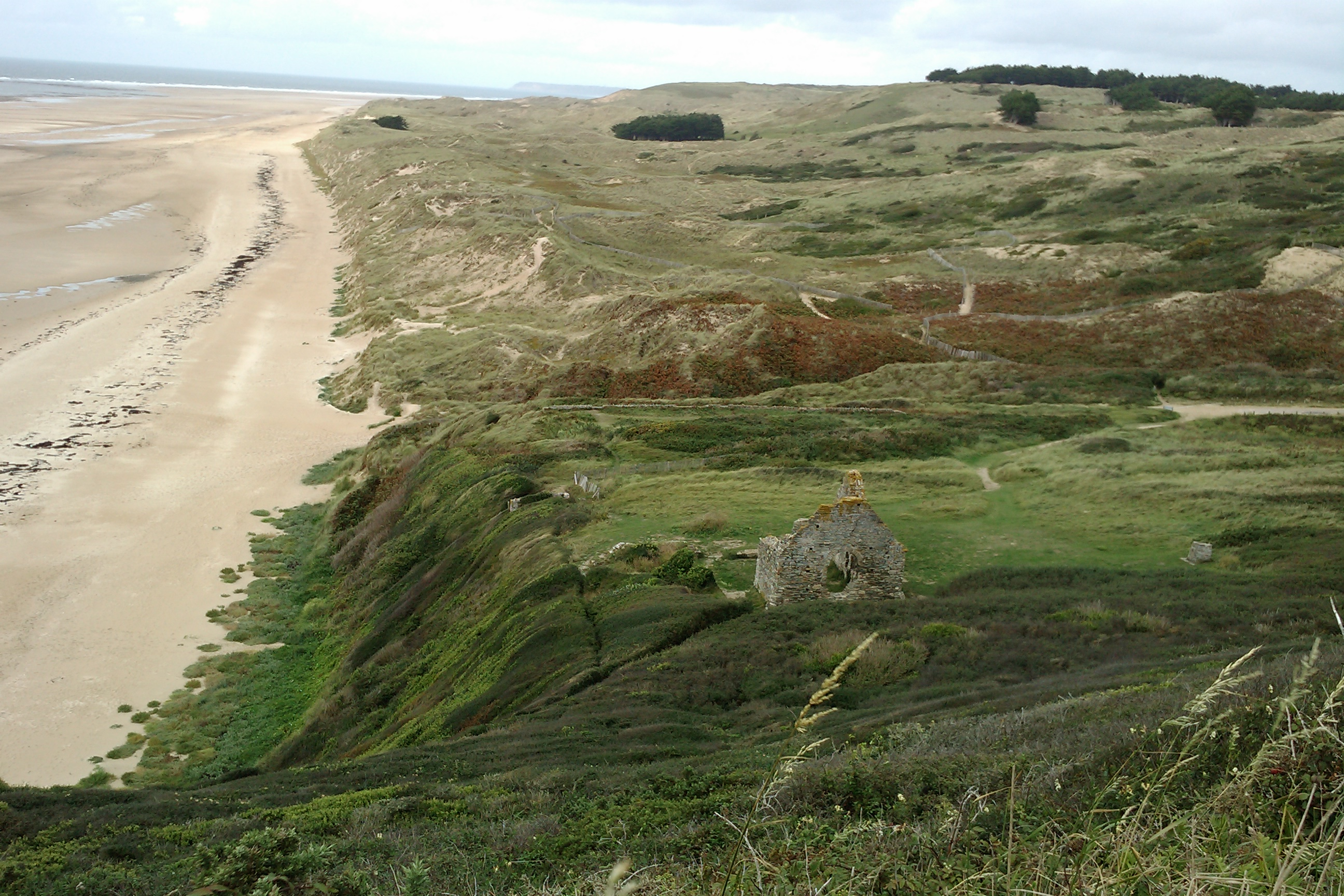
Dunes et ruines de l'église Saint-Germain-le-Scot vues du cap.
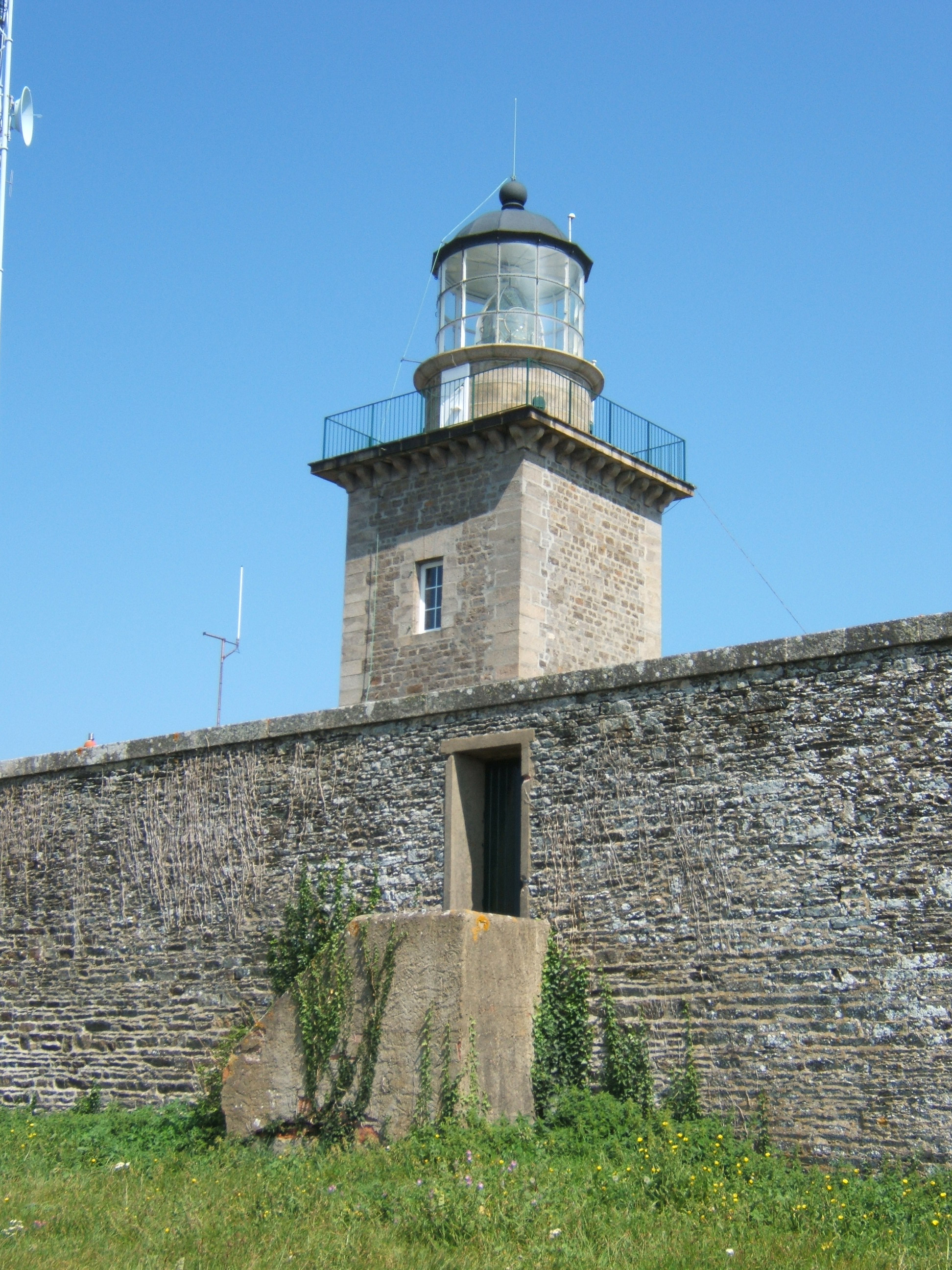
Le Phare (signalisation maritime) du cap de Carteret. Visitable pendant les vacances scolaires, les week-ends et jours fériés.
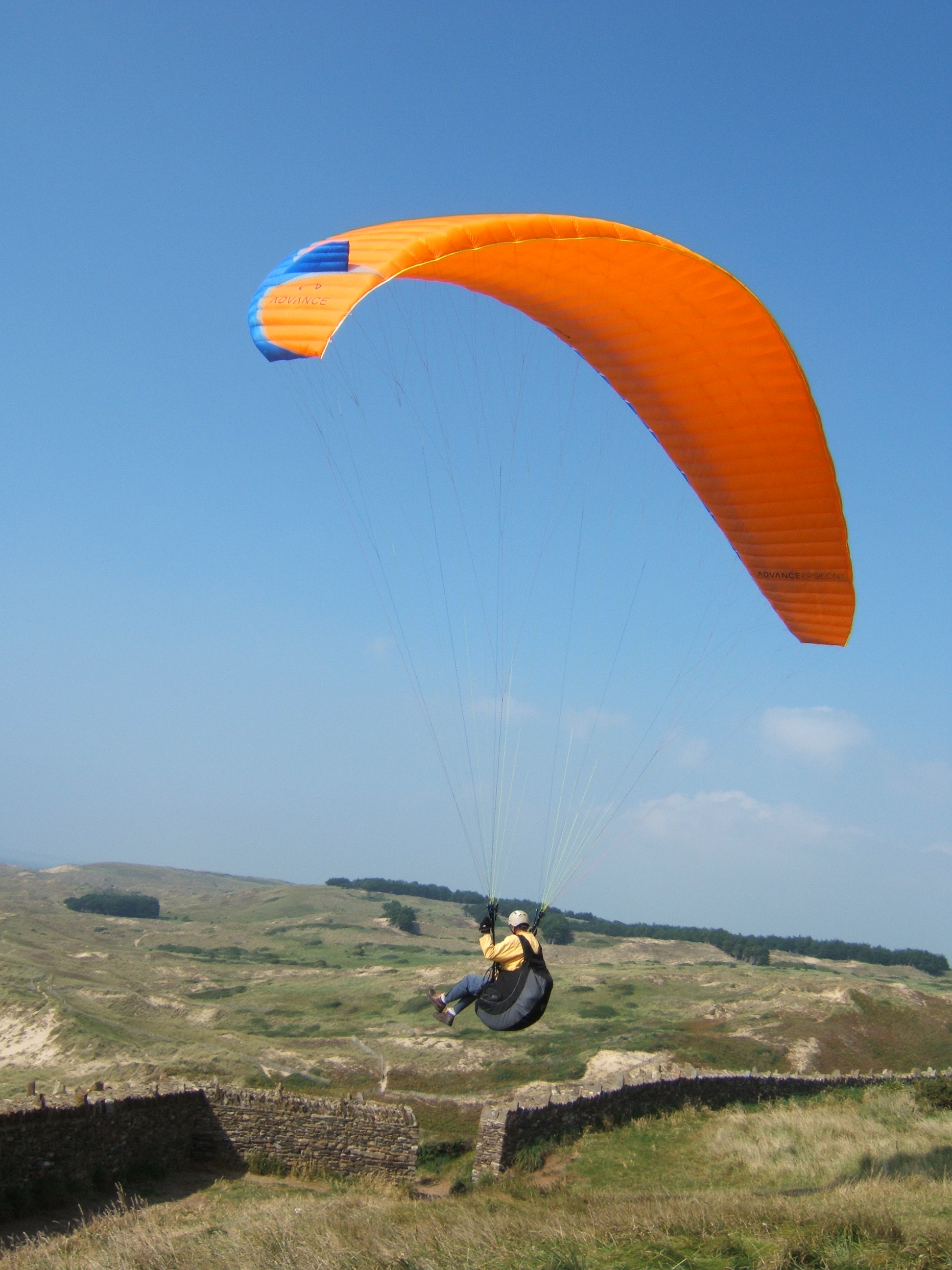
Un parapentiste décolle du cap de Carteret.
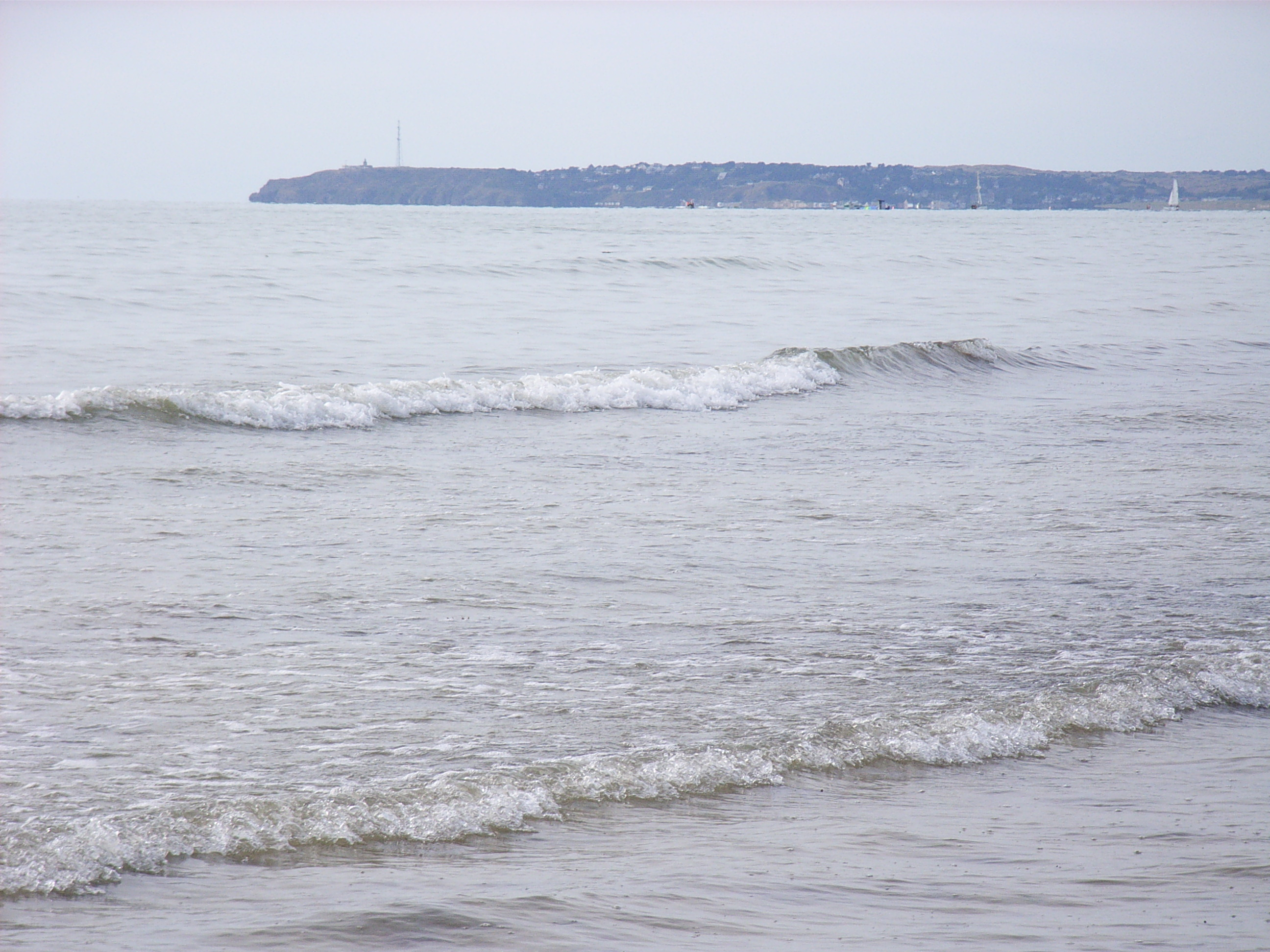
Le cap de Carteret vu de la plage de Saint-Rémy-des-Landes.
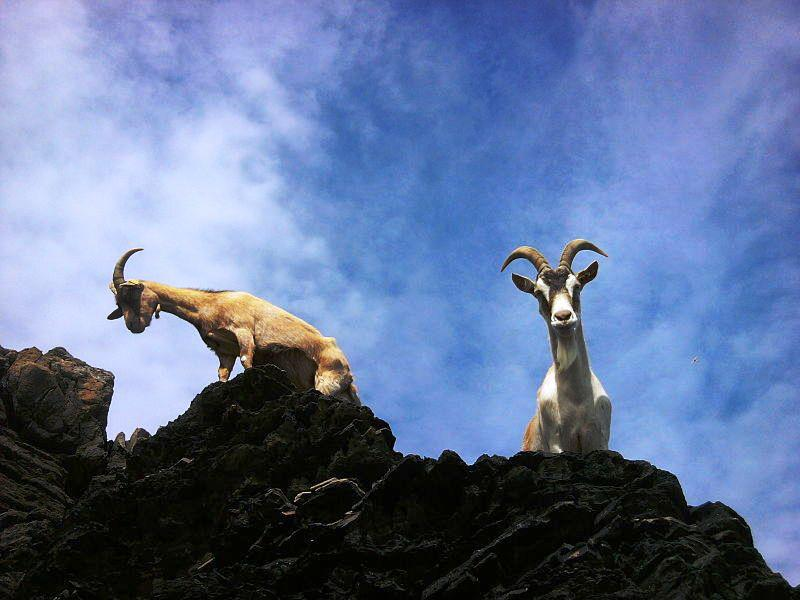
Chèvres sauvages sur le cap de Carteret.
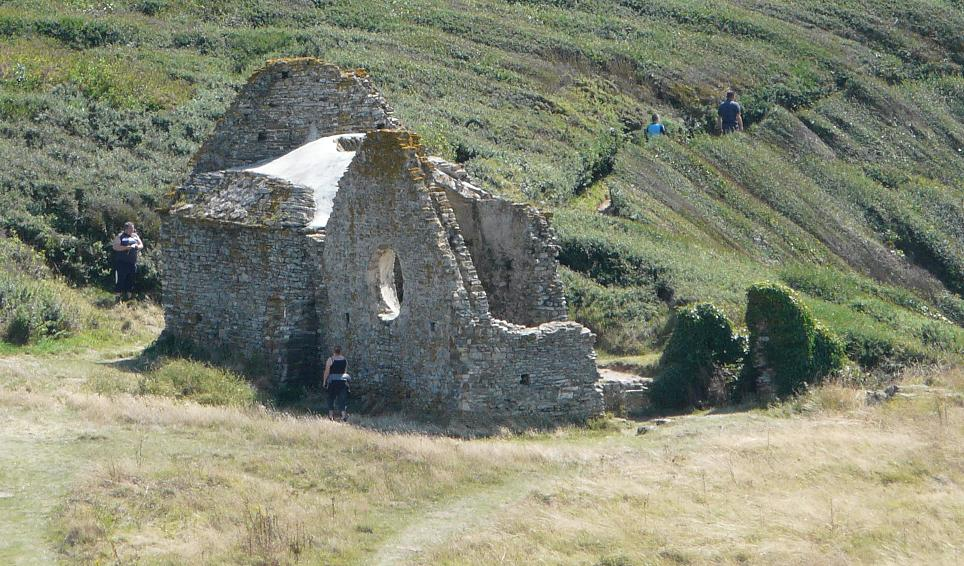
Église Saint-Germain-de-Carteret.